# CAPTCHA

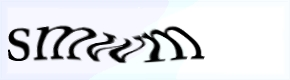
Спотворений рядок «smwm»

CAPTCHA (англ. «completely automated public turing test to tell computers and humans apart» — повністю автоматизований публічний тест Тюринга для розрізнення комп'ютерів і людей) — торгова марка університету Карнегі — Меллона, комп'ютерний тест типу виклик-відповідь, який використовується для того, щоб визначити, хто використовує систему — людина чи комп'ютер. Термін з'явився у 2000 році.

## Варіанти реалізації
У найпоширенішому варіанті CAPTCHA від користувача потрібно ввести символи, зображені, як правило, в спотвореному вигляді на пропонованому малюнку, іноді з додаванням шуму або напівпрозорості. Рідше застосовуються CAPTCHA, засновані на розпізнаванні мови (в основному як альтернатива для людей з порушеннями зору), або на інших варіантах завдань штучного інтелекту.
CAPTCHA найчастіше використовується при необхідності запобігти використанню інтернет-сервісів ботами, зокрема, для запобігання автоматичній реєстрації, викачуванню файлів, масовим розсилкам тощо.

## Методи протидії

### Автоматизоване розпізнавання
Існують програми, що розпізнають конкретні реалізації CAPTCHA, наприклад Pwntcha [Архівовано 11 вересня 2005 у Wayback Machine.]. Крім того існує можливість підключати модулі з програм розпізнавання тексту загального призначення (наприклад Fine Reader) в програми сторонніх розробників для розпізнавання картинок CAPTCHA. Окрім Fine Reader можна використовувати такі програми, як Tesseract, Ocrad, GOCR.
Задля протидії автоматичному розпізнаванню, досліджується варіанти анімованої CAPTCHA або розпізнавання не тексту, а вибір певного малюнку із кількох запропонованих.
У жовтні 2023 року було виявлено, що чат-бот OpenAI GPT-4 може розгадувати CAPTCHA.

### Ручне розпізнавання
Є спосіб «розпізнавання», що використовує людський ресурс та ресурс сайтів з високою відвідуваністю — наприклад, сайтів порно-тематики. Робот викачує CAPTCHA з інтернет-сервісу і демонструє його користувачу порносайта, з проханням ввести код, який він бачить на картинці. В результаті, користувач дістає доступ до ресурсу, а робот дізнається код, зображений на картинці («метод лемінгів»). Варіантом цього методу є сервіс Captcha Exchange Server, запущений в березні 2007 і направлений на обхід картинок CAPTCHA, що використовуються файлообмінниками. Принцип роботи сервісу ґрунтується на системі балів, які користувач може заробити, розпізнавши картинки для інших користувачів, і пізніше витратити, запустивши програму автоматичного викачування з файлообмінників, при цьому картинки будуть розпізнані іншими користувачами сервісу. Таким чином, користувач може оптимізувати витрати свого часу і грошей, набираючи бали в час, коли він знаходиться біля комп'ютера, і витрачаючи їх тоді, коли йому зручніше викачувати інформацію (наприклад, якщо вночі доступ в Інтернет дешевший).
Вразливості CAPTCHA-захисту не означають, що будь-який CAPTCHA-захист апріорі безглуздий. Тут спостерігається одвічний принцип змагання зброї і захисту (спису та щита).